# Rhadinella posadasi
Rhadinella posadasi là một loài rắn trong họ Rắn nước. Loài này được Slevin mô tả khoa học đầu tiên năm 1936.